# C.F.A.沃伊齊
查爾斯·弗朗西斯·安尼斯利·沃伊齊FRIBA RDI（1857年5月28日 - 1941年2月12日）是一位英國建築師、家具和紡織品設計師。他的早期工作集中在艺术与工艺运动的壁纸、織物和家具設計，並為現代風格（英國新藝術風格）做出了重要貢獻，廣受雜誌《工作室:美術和應用藝術插圖》雜誌的認可。他以設計多座英格蘭鄉村別墅的建築而聞名。
沃伊齊被認為是早期理解和欣賞工业设计意義的人之一。儘管他被認為是现代主义建筑的先驅之一，但他拒絕了這一觀點。他在英國本土的建築中，很大程度上受到本土而不是學院藝術的影響，同時也受到了赫伯特·都韋·巴克蘭和奧古斯都·普金思想的影響。
沃伊齊於1941年在溫徹斯特去世。，他設計的桑德森壁紙工廠位於奇西克，建於1901年，後來被命名為「沃伊齊之家」以紀念他。

## 早期教育
查爾斯·沃伊齊於1857年5月28日出生在英國東約克郡赫斯爾。他是牧師查爾斯·沃伊齊的長子，後者因其非傳統的信仰觀點而於1871年被剝奪了教職。沃伊齊的家庭隨後遷居倫敦，他的父親在當地創立了一座新教教堂。在童年時期，沃伊齊由他的父親親自教導教育，並在達利奇學院進行了短暫的學習。
1874年，沃伊齊開始為期五年的學徒期，師從建築師J.P.塞德頓。隨後，他在塞德頓的事務所擔任首席助手一年。在塞德頓的指導下，沃伊西學到了建築設計的原則，這些原則是首次由奥古斯都·普金提出的：「建築的外觀應當自然地滿足平面佈局的要求，而且只能使用“誠實”的建築材料 。」塞德頓和沃伊西都認為，設計建築時應遵循這些原則，而不是盲目地模仿哥德式風格。 儘管塞德頓在哥德式風格方面進行了自由的演繹，但他的作品仍然帶有明顯的哥德式特徵，而沃伊齊的作品則摒棄了所有時代風格的痕跡。沃伊齊其後繼承了塞德頓的觀點，認為建築師的任務不僅是為建築「設計」，也要為相關工匠創作設計。
1879年，沃伊齊曾短暫擔任建築師亨利·薩克松·史奈爾的助手。1880年到1881年，他在建築師喬治·德維的辦公室擔任助手，德維是他父親創立的一座新教的信徒。在事務所，他在德維的指導下獲得了現場經驗，並學到了德維的水彩畫技巧以及他對英國民間建築的豐富知識。1881年或1882年初，沃伊齊在倫敦創立了自己的建築事務所。

## 設計
沃伊齊在設計領域擁有長達五十年的職業生涯，在多個藝術領域都有卓越的設計成就，包括家具、壁纸、织物、地毯、瓷砖、金屬工藝、陶瓷器和平面設計。 他有時會專門為自己的建築項目設計這些工藝品，有時則將設計出售給製造商以供更廣泛的使用。作為家具設計師，沃伊齊的發展與他作為建築師的進程相互融合。 約在1895年左右，他開始塑造了自己獨特的家具設計風格。 除了極少數例外，這風格一直延續到了約1910年。 在這一時期，沃伊齊的家具以其簡潔而典雅的特點而著稱，它強調對高品質材料的依賴，特別是未經多加修飾的橡木。他摒棄了複雜的裝飾，而著重於垂直和水平元素的謹慎平衡。
在這段時間內，沃伊齊通常透過將垂直支撐從正方形變為八邊形截面，並將角落支撐延伸到功能上不必要的高度來強調垂直元素。 水平元素則經常透過簡單的裝飾線、角落支撐頂部的圓形帽子（這項設計啟發自亞瑟·海蓋特·麥克默多以及未經打磨的青銅長帶扣來突顯。在沃伊齊的作品中，風格化的自然形態，特別是植物和鳥類，通常代表正面的形狀，而背景區域形成對比的負面形狀。 這種精湛的排列也可見於他為二維金屬製品設計的實際圖案，如通風格柵和鉸鏈。

### 壁紙

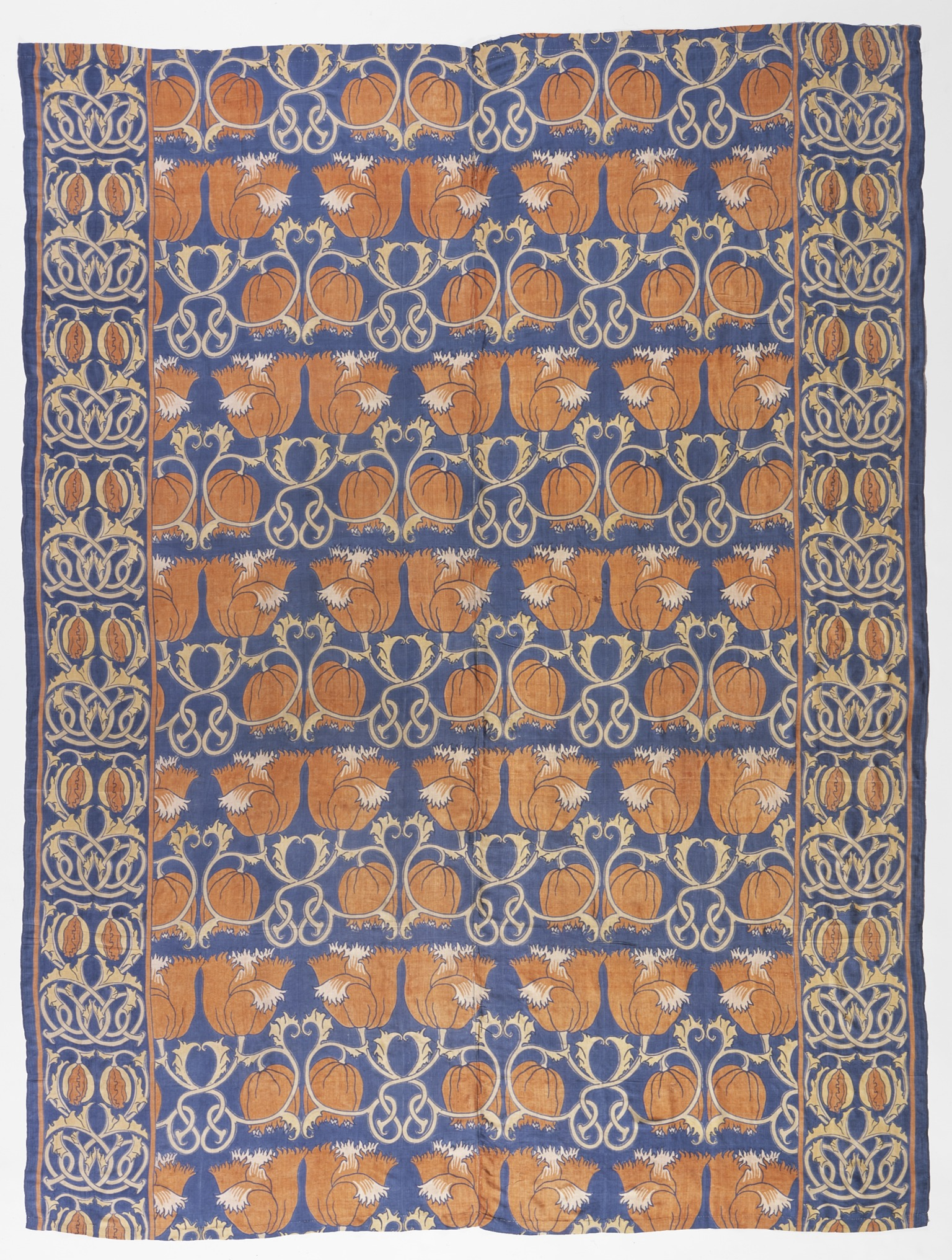
沃伊齊在1888年設計的壁纸圖案。

在友人A.H. 麥克默多的建議下，沃伊齊最初於1883年開始為傑弗裡公司（Jeffrey & Co）設計壁紙，同時等待建築項目的機會。他在1884年加入了藝術工作者協會，並在1888年新藝廊的首屆藝術與工藝展覽會上展示了印花織物和壁紙。自1893年起，他開始為埃塞克斯與公司（Essex & Co.）設計壁紙，並為他們創作了數百種圖案。他的壁紙設計生涯比他的建築生涯更為持久，它也作為他主要的副業，特別是在1895年之前和1910年之後的困難時期期間，銷售圖案設計可以增加他的收入來源。
沃伊齊的壁紙和紡織品設計可以分為不同的階段。他的早期作品一直延續了傳統的重複圖案，這些形狀通常由平坦而鮮明的顏色區域組成，常常由深色或淺色的輪廓界定。 這種風格反映了維多利亞時代設計改革者如歐文·瓊斯和馬修·迪格比·懷特所推崇的東方設計傳統，直到19世紀80年代末。 到了19世紀90年代中期，他開始創作最具特色和原創性的設計，採用了柔和的色彩，展平的鳥類、花卉和心形的輪廓圖案。 這些設計不僅用於壁紙，還用於紡織品，通常作為家具的羊毛雙層織物。 典型的圖案包括1897年的薩拉丁壁紙和1898年的貓頭鷹雅卡尔织布机。 從1910年開始，他的圖案變得更具敘事性，具有孤立的圖案，大約在1920年代，他創作了代表性的設計《愛麗絲夢遊仙境家具織品》。 他最後一次記錄的壁紙委託是在1930年。
到了1896年，《工作室雜誌》確認了沃伊齊在裝飾藝術領域的地位。 他的名字變得和知名的裝飾品牌如「莫里斯斜紋布」和「利寶綢緞」一樣熟悉。同時，他也為多尼戈爾地毯和許多其他公司設計了許多傑出的作品。

## 建築作品

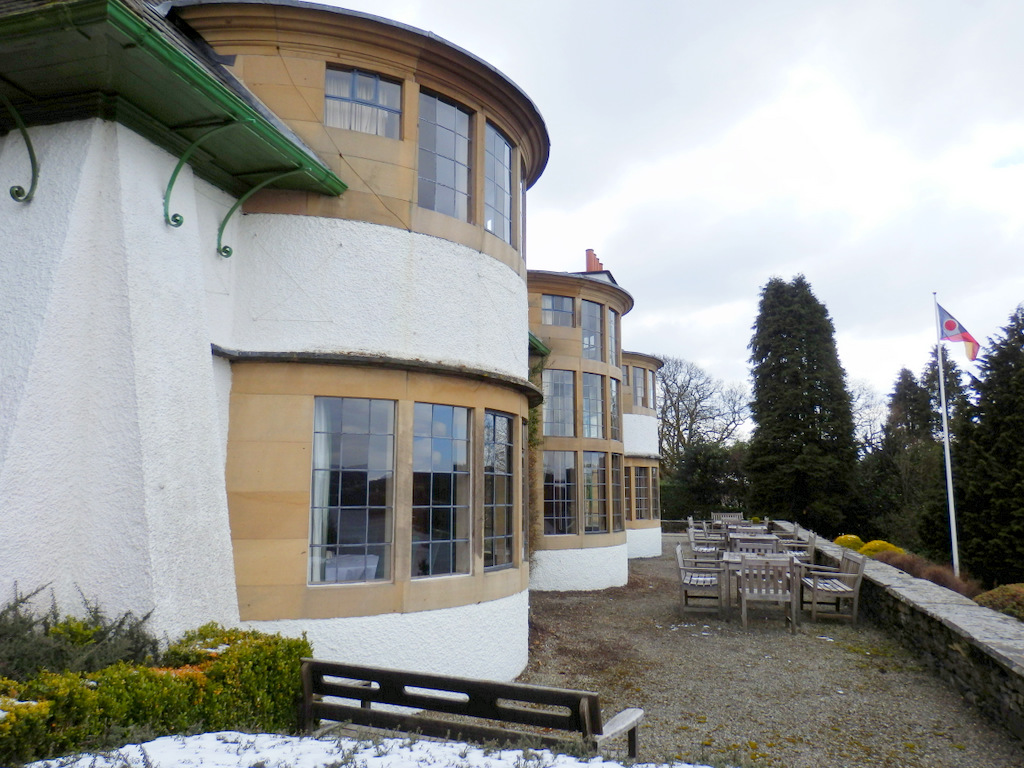
布羅德萊斯

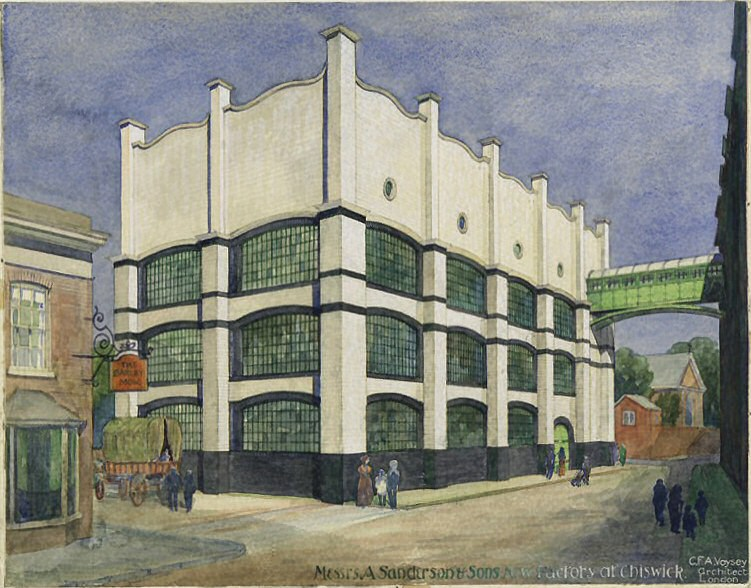
桑德森壁紙工廠設計圖

沃伊齊不僅設計建築本身，還包括室內的每個細節，甚至家具。其房屋設計靈感來自16世紀和17世紀初英國的本土建築風格，以白色的粉刷牆壁為特徵，帶有水平條帶窗戶和巨大的尖頂屋頂，使用了粗糙的灰泥、石板和其他典型的英國農舍材料。他的建築作品包括：赫里福德郡的佩里克羅夫特（Perrycroft、1893年）；倫敦漢普斯特德的安斯利旅館（Annesley Lodge、1896年）；桑德森壁紙工廠（1902年）；查利伍德的村舍（1900年），他為自己和他的妻子設計的艾姆斯利·霍尼曼遊樂園的維西花園（Voysey Garden、1914年）等。他還設計了威爾斯沃斯特郡馬爾文威爾斯的馬爾文威爾斯戰爭紀念碑，於1920年揭幕。
雖然在結構上與國際風格沒有明顯聯繫，但在沃伊齊的建築作品中，其簡潔和水平強調經常錯誤地視為國際風格的物理前身。正是因為這種脆弱的聯繫，使沃伊齊於1940年獲得了英國皇家建築師協會的皇家金獎。沃伊齊本人在1924年擔任藝術工作者協會會長時，曾表示非常討厭现代主义建筑，對於建築史學家尼古拉斯·佩夫斯納將他的作品與該運動聯繫在一起感到不悅。
沃伊齊的第一個建築項目是為奧克塔維斯·迪克西·迪肖恩（Octavius Dixie Deacon）設計的，該房子位於勞頓。然而，儘管這個地點上的房子確實已建造，但不清楚它是否與沃伊齊的設計有任何關聯。1894年，沃伊齊將他的建築工作室遷移到了倫敦圣约翰伍德的梅琳娜廣場（Melina Place），而恰巧成為藝術與工藝建築師愛德華·施羅德·普里爾的鄰居。這種偶然性促成了他們之間的長期友誼和交流。
沃伊齊的建築事業一開始進展緩慢，主要涉及小規模的改建和建築勘測。 早期年份的一些設計未被實施，但被公開發表，並顯示了塞登（Seddon）和迪維（Devey）的影響。 然後在1888年，他獲得了他的第一個正式建築委託，為沃里克郡（Warwicks）比什普斯伊欽頓的村舍（The Cottage、沃伊齊於1900年進行了擴建） 進行設計。村舍採用了薄磚砌築，外牆刷成奶油色。沃伊齊之所以選擇這種建築形式，主要是因為它造價較低，然而，在他的手中，這種設計成為了美學的終極表現，因為他巧妙地並置了實體與虛空、光與影，使形式變得鮮明。與19世紀的其他建築師不同，他不僅為莊園工人、牧師和學校教師建造了一些以樸素的地方語言風格和白色粉刷為特點的鄉村小屋，而村舍之所以如此革命性，不僅因為它全面採用了粉刷，還包括了簡約主義和非正式特色。
此後，沃伊齊在威爾士伍斯特郡附近的莫尔文伍斯特樹農場（1890年），以及倫敦西區奇斯威克的貝德福德公園之屋（1891年）展現了成為他典型風格的一些創新特徵。其中，沃爾納特樹農場展現了後來成為他建築慣用特色的生動色彩：粉刷、明亮的綠色外木工等元素。而在貝德福德公園之屋中，則選擇極度簡化的古典或女王安妮風格細節，並應用在石板屋頂以及金屬窗框和周圍的石材上。
1893年，沃伊齊獲得了他的第一個相對昂貴的建築委託，於科爾沃爾附近的科爾沃爾（Colwall）設計名叫佩里克羅夫特（Perrycroft）的建築。從那時開始，一直到1910年，他陸續接到了一系列建築委託，其中大多數是白色的鄉村或郊區低矮擴建型住宅。在1897年，他為黑斯爾米爾、沙克爾福德的兩座相對昂貴的房屋引入了一些矯揉甚至古怪的古典細節，但在1898年設計的房屋中則再次回歸了簡潔風格。1900年至1910年，沃伊齊接到一系列讓他有機會設計完整房屋的建築委託，包括室內的每個細節，其中不僅包括固定裝置，還包括可移動家具、地毯、窗簾和牆壁覆蓋材。 其中，他與妻子共同設計了果園（The Orchard），該建築位於查利伍德（Chorleywood）位於赫特福德郡的查利伍德，建於1899年。
倫敦切爾西堤岸的花園角（Garden Corner、1906年）是沃伊齊在倫敦的首項室內設計項目。該項目濃縮了許多沃伊齊風格的內設計特點包，括低矮的天花板、白色的牆壁、未經打磨的橡木或成本更低的木材製成的木製品，以及家具、瓷磚、壁紙呈現柔和而明亮的如淡綠色和紫色，偶爾會加入明亮的顏色作為點綴。其中家具擺放得稀疏，壁紙、地毯和金屬製品中的圖案使用節制。1910年開始，沃伊齊的建築項目逐漸減少，主要是因為他對新古典主義形式的新潮感到不適應。他反對這一潮流，透過將源自哥德式的細節引入他的作品中來回應。他在1909年於里克郡亨利因阿登的設計的魯克恩德（Brooke End）門中，在廊中採用了拱，同年他，在庫姆唐附近的巴斯建造了座都鐸哥德式風格的迷院房屋。1914年，他設計了部分些大房子，其中包括古怪的庭院平面圖、尖拱、堡壘和塔樓等細節，但這些設計最後並未有實施。
儘管沃伊齊的主要作品包括鄉村和郊區住宅，但每當他獲得其他類型的建築委託時，他都表現出極為創新的嘗試。例如由於貝德福德公園之屋所在的用地非常有限，他因此放棄傳統的水平規劃而建造一座「塔樓房」。其中，在倫敦騎士橋的漢斯路上建造的兩座磚砌露天房屋（1891年），在平面和剖面佈置方面展現出了極大的創意。奇西克的桑德森壁紙工廠（1902年）在形式上則強調功能性，並採用了白色釉面磚。在為埃塞克斯和薩福克公平保險協會有限公司 （1906–1909年設計）的倫敦新布羅德街卡佩爾大樓（Capel House）的辦公室中，他則採用適宜的裝飾以設計室內環境。
目前唯一一座允許公眾參觀的沃伊齊作品為布羅德萊斯，該建築現在是溫德米爾摩托艇比賽俱樂部（Windermere Motor Boat Racing Club）的總部，曾出現在1981年電影《法國中尉的女人》中。

## 遺產
沃伊齊受到威廉·莫里斯、工藝美術運動和新藝術運動的深刻影響。他強調形式和功能，而不是裝飾的複雜性。他堅信「簡潔的裝飾是真正的豐富性所需的基本特質之一」，通常採用有限的色彩調色板，著重強調輪廓、減少陰影以達到最小化細節的效果。在1884年加入了藝術工作者協會之後，他在1924年他當選為該協會的會長。在1920年代和1930年代，許多英國普通住宅都受到沃伊西樸素鄉村房屋的啟發。
當代，維多利亞和艾伯特博物館收藏了大量沃伊齊的作品，其中包括設計圖、織物、地毯和壁紙。受到沃伊齊影響的建築師包括著名的捷克建築師揚·科特拉。為了研究和傳承他的生平和作品，2011年成立了C. F. A. 沃伊齊協會。

## 另見
- 赫伯特·都韋·巴克蘭（英语：Herbert_Tudor_Buckland）
- 查爾斯·考爾斯·沃西（英语：Charles Cowles-Voysey）

## 外部連結
- The CFA Voysey Society （页面存档备份，存于）
- Photos, drawings, pattern design, furniture and literature. （页面存档备份，存于）
- Charles Francis Annesley VOYSEY at www.links.org
- Winsford Trust （页面存档备份，存于）, custodians of the only hospital built by Voysey; at Halwill in Devon